# Regiones estadísticas de Eslovenia

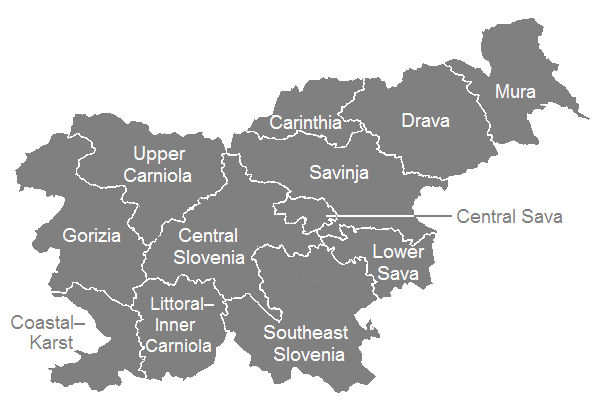
Regiones estadísticas y su nombre en inglés.

Las regiones estadísticas de Eslovenia son 12 entidades administrativas creadas en el año 2000 con fines legales y estadísticos.

## Creación
Por decreto de 2000, Eslovenia se dividió en 12 regiones estadísticas (nivel NUTS-3), que se agrupan en dos regiones de cohesión (nivel NUTS-2). que reemplazan a las regiones históricas del país.
Las regiones estadísticas se han agrupado en dos regiones de cohesión que son:
- Eslovenia Oriental (Vzhodna Slovenija - SI01), que incluye las regiones de Mura, Drava, Carintia, Savinia, Sava Central, Bajo Sava, Eslovenioa Suroriental, y Litoral-Carniola Interior

- Eslovenia Occidental  (Zahodna Slovenija - SI02), que comprende Eslovenia Central, Alta Carniola, Gorizia, y Litoral-Karst.

## Lista
| Mapa | Región                    | Nombre oficial                | Población (2019) | Superficie (km²) | Densidad (hab./km²) | Código | Ciudad principal | N.º municipios  |
| ---- | ------------------------- | ----------------------------- | ---------------- | ---------------- | ------------------- | ------ | ---------------- | --------------- |
|      | Alta Carniola             | Gorenjska                     | 205 717          | 2137             | 95,19               | SI022  | Kranj            | 18 (1 ciudad)   |
|      | Bajo Sava                 | Posavska                      | 75 807           | 0885             | 79,28               | SI016  | Krško            | 6 (1 ciudad)    |
|      | Carintia                  | Koroška                       | 70 683           | 1041             | 69,64               | SI013  | Slovenj Gradec   | 12 (1 ciudad)   |
|      | Drava                     | Podravska                     | 324 875          | 2170             | 148,9               | SI012  | Maribor          | 41 (1 ciudad)   |
|      | Eslovenia Central         | Osrednjeslovenska             | 552 221          | 2555             | 208,69              | SI021  | Liubliana        | 25 (1 ciudad)   |
|      | Eslovenia Suroriental     | Jugovzhodna Slovenija         | 144 688          | 2683             | 53,11               | SI017  | Novo Mesto       | 21 (1 ciudad)   |
|      | Gorizia                   | Goriška                       | 118 008          | 2325             | 51,25               | SI023  | Nova Gorica      | 13 (1 ciudad)   |
|      | Litoral-Carniola Interior | Primorsko-notranjska          | 52 818           | 1456             | 35,91               | SI018  | Postojna         | 6 (1 ciudad)    |
|      | Litoral-Karst             | Obalno-kraška/ Litorale-Carso | 115 613          | 1044             | 106,09              | SI024  | Koper            | 8 (1 ciudad)    |
|      | Mura                      | Pomurska                      | 114 396          | 1337             | 91,79               | SI011  | Murska Sobota    | 27 (1 ciudad)   |
|      | Savinia                   | Savinjska                     | 257 425          | 2384             | 108,95              | SI014  | Celje            | 31 (2 ciudades) |
|      | Sava Central              | Zasavska                      | 57 059           | 264              | 167,51              | SI015  | Trbovlje         | 4               |